# مطار ييتشانغ سانشيا
مطار ييتشانغ سانشيا (بالإنجليزية: Yichang Sanxia Airport)‏ (إياتا: YIH، إيكاو: ZHYC) يقع في مدينة ييتشانغ في جمهورية الصين الشعبية. صنف مطار ييتشانغ سانشيا في المرتبة التاسعة والخمسون في الصين من حيث عدد الركاب عام 2011 وفقًا لإدارة الطيران المدني في الصين، حيث تعامل مع 778,004 راكب، وبلغ إجمالي حركة الطائرات (القادمة والمغادرة) 45,492 طائرة وقد بلغت كمية البضائع المنقولة عبر المطار 3,769 طن.

## شركات الطيران والوجهات
| شركـات طيـران            | الوجهات |
| ------------------------ | --- |
| 9 Air                    | مطار قوانغتشو باييون الدولي |
| Air Chang'an             | مطار ونزهو يونجقيانج الدولي، مطار شيان شيانيانغ الدولي |
| طيران الصين              | مطار بكين العاصمة الدولي |
| خطوط العاصمة بكين الجوية | مطار قوييانغ لونغدونغابو الدولي، مطار هانغتشو شياوشان الدولي |
| Chengdu Airlines         | مطار تشنغدو شوانغليو الدولي، مطار تشونغتشينغ جيانغبى الدولي، مطار تايتشو وقياو، مطار يهاي داسهويبو |
| خطوط شرق الصين الجوية    | مطار فوتشنغ بيهاي، مطار تشانغتشو بيننو, مطار تشنغدو تيانفو الدولي، مطار هوانغشان تونشي الدولي, مطار جييانغ شاوشان, مطار كونمينغ جانغشوي الدولي، مطار جينجيانغ تشيوانتشو، مطار شانغهاي بودنغ الدولي، مطار تاييوان وسو الدولي |
| خطوط جنوب الصين الجوية   | مطار قوانغتشو باييون الدولي، مطار جييانغ شاوشان, مطار شينينغ الدولي |
| China United Airlines    | مطار بكين داشينغ الدولي، مطار ونزهو يونجقيانج الدولي |
| Donghai Airlines         | مطار بكين داشينغ الدولي, مطار هايكو ميلان الدولي، مطار جينان الدولي, مطار كونمينغ جانغشوي الدولي, مطار لانتشو تشونغ تشوان، مطار نانتونغ شينغ دونغ, مطار شينزين باوان الدولي، مطار تاييوان وسو الدولي, مطار تشوهاى جينوان |
| Fuzhou Airlines          | مطار فوتشو تشانغله الدولي، مطار ميشيان، مطار نانتونغ شينغ دونغ، مطار نينغبو ليش الدولي، مطار شينزين باوان الدولي، مطار شيان شيانيانغ الدولي |
| طيران جي إكس             | مطار تشانغشا هوانغوا الدولي, مطار فوتشو تشانغله الدولي, مطار هايكو ميلان الدولي, مطار حيفي شينكياو الدولي, مطار هوهوت بايتا الدولي، مطار هويزهو بينجتان, مطار جينان الدولي, مطار نانتشانغ تشانغبى الدولي, مطار نانينغ وشو الدولي، مطار غينغادو جياودونغ الدولي, مطار شيجياتشوانغ تشنغدينغ الدولي, مطار تيانجين الدولي, مطار أورومتشي الدولي, مطار ينتشوان هيدونج الدولي |
| خطوط هاينان الجوية       | مطار بكين العاصمة الدولي، مطار تشوهاى جينوان |
| خطوط جونياو الجوية       | مطار شانغهاي بودنغ الدولي، مطار شينزين باوان الدولي |
| طيران لونج               | مطار تشونغتشينغ جيانغبى الدولي |
| خطوط لاكي الجوية         | مطار كونمينغ جانغشوي الدولي، مطار نينغبو ليش الدولي |
| Royal Air Philippines    | Charter: مطار كاليبو الدولي |
| خطوط شانغهاي الجوية      | مطار شانغهاي بودنغ الدولي |
| خطوط شينزين الجوية       | مطار لانتشو تشونغ تشوان، مطار جينجيانغ تشيوانتشو، مطار شنيانغ الدولي، مطار شينزين باوان الدولي، مطار تاييوان وسو الدولي، مطار سنن شوفانغ الدولي |
| خطوط سيتشوان الجوية      | مطار تشنغدو تيانفو الدولي |
| خطوط زيامن الجوية        | مطار تانغشان سانوهي، مطار شيامن قاوتشي الدولي |